# Live at Montreux 1996
Live at Montreux 1996 è un album live dei Deep Purple, pubblicato nel 2006 ma registrato nel 1996 e nel 2002. È stato anche pubblicato un DVD con lo stesso nome.

## Lista tracce
1. Fireball – 3:50 – (Ritchie Blackmore, Ian Gillan, Roger Glover, Jon Lord, Ian Paice)
2. Ted the Mechanic  – 4:27 – (Gillan, Steve Morse, Glover, Lord, Paice)
3. Pictures of home – 5:41 – (Ritchie Blackmore, Ian Gillan, Roger Glover, Jon Lord, Ian Paice)
4. Black night – 6:43 – (Ritchie Blackmore, Ian Gillan, Roger Glover, Jon Lord, Ian Paice)
5. Woman from Tokyo – 5:21 – (Ritchie Blackmore, Ian Gillan, Roger Glover, Jon Lord, Ian Paice)
6. No one came – 5:06 – (Ritchie Blackmore, Ian Gillan, Roger Glover, Jon Lord, Ian Paice)
7. When a blind man cries – 7:29 – (Ritchie Blackmore, Ian Gillan, Roger Glover, Jon Lord, Ian Paice)
8. Hey Cisco  – 5:47 – (Gillan, Morse, Glover, Lord, Paice)
9. Speed king – 5:10 – (Ritchie Blackmore, Ian Gillan, Roger Glover, Jon Lord, Ian Paice)
10. Smoke on the Water – 8:15 – (Ritchie Blackmore, Ian Gillan, Roger Glover, Jon Lord, Ian Paice)

### Bonus Tracks
Registrate il 22 luglio 2000
1. Sometimes I feel like screaming  – 6:46 – (Gillan, Morse, Glover, Lord, Paice)
2. Fools – 9:41 – (Ritchie Blackmore, Ian Gillan, Roger Glover, Jon Lord, Ian Paice)

## Formazione
- Ian Gillan - voce
- Steve Morse - chitarra
- Roger Glover - basso
- Jon Lord - tastiere
- Ian Paice - batteria